# 波利亞納 (穆卡切沃區)
48°37′31″N 22°58′11″E / 48.62528°N 22.96972°E

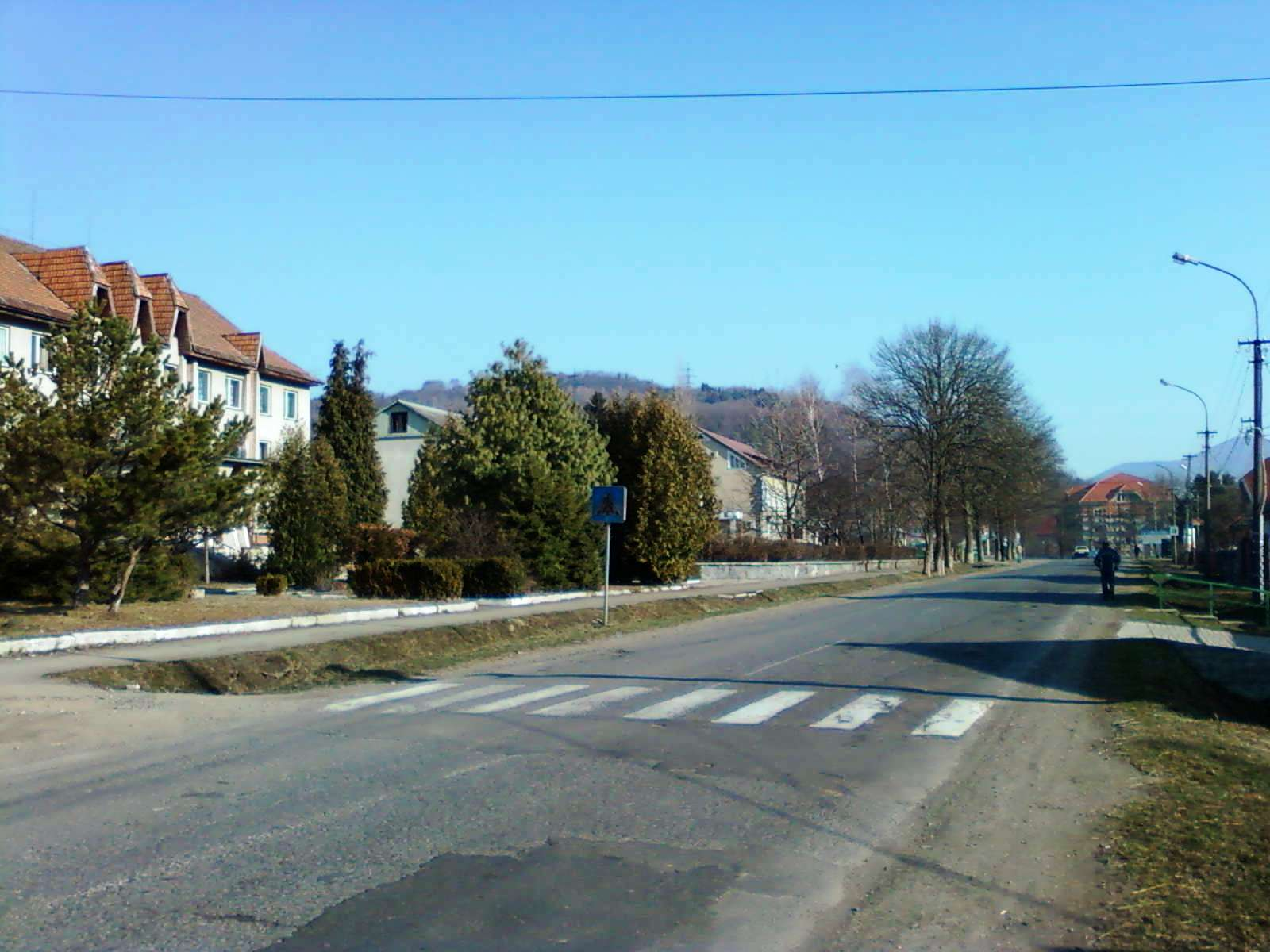
村中心

波利亞納（羅馬化：Poliana）是烏克蘭西部外喀爾巴阡州穆卡切沃區波利亚纳市镇内的村落及其行政中心。處於皮尼亞河畔，面積3.92平方公里，海拔高度1,180米，2004年人口2,747。